# Kurt von Schleicher
Kurt von Schleicher (fil), född 7 april 1882 i Brandenburg an der Havel, död 30 juni 1934 i Neubabelsberg, var en tysk militär och politiker, general av infanteriet 1932. Han var Tysklands rikskansler, Weimarrepublikens siste, från den 3 december 1932 till den 28 januari 1933. 
Kurt von Schleicher tillhörde de personer som Hitler fruktade och mördades tillsammans med bland andra SA-ledaren Ernst Röhm i samband med de långa knivarnas natt i juni 1934. von Schleicher var varken medlem i SA eller NSDAP.

## Biografi

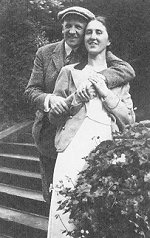
von Schleicher med sin hustru Elisabeth.

von Schleicher tjänstgjorde som infanterist i första världskriget, bland annat i Galizien.
Den 1 juni 1932 utnämndes han till försvarsminister i ministären Papen. Den 3 december 1932 övertog han själv posten som rikskansler. För att få en bred regeringsbasis försökte von Schleicher ena vissa högerkrafter med vänsterfalangen inom NSDAP, företrädd av Gregor Strasser, men dessa förhandlingar strandade, varefter Strasser utmanövrerades i den interna maktkampen inom partiet. Hitler uppfattade von Schleichers förhandlingar med Strasser som ett försök att splittra nazistpartiet.
Den 22 januari 1933 förhandlade Papen, på uppdrag av rikspresidenten Hindenburg, med Hitler bakom ryggen på von Schleicher om Hitlers utnämning till ny rikskansler. Efter ett samtal med Hindenburg den 28 januari tillkännagav von Schleicher regeringens avgång och förordade Hitler till posten som rikskansler. Två dagar senare, den 30 januari, fick Tyskland en ny regeringschef.
I samband med Hitlers utrensning inom SA, den 30 juni 1934, mördades Kurt von Schleicher tillsammans med sin hustru Elisabeth (1893–1934) av SS-mannen Johannes Schmidt. Även Gregor Strasser föll offer för utrensningen.

## von Schleichers ministär
- Kurt von Schleicher – rikskansler och försvarsminister
- Konstantin von Neurath – utrikesminister
- Franz Bracht – inrikesminister
- Lutz Schwerin von Krosigk – finansminister
- Hermann Warmbold – riksekonomiminister
- Friedrich Syrup – arbetsmarknadsminister
- Franz Gürtner – justitieminister
- Paul Eltz von Rübenach – post- och transportminister
- Magnus von Braun (DNVP) – jordbruksminister
- Günther Gereke – rikskommissarie för arbetsanskaffning
- Johannes Popitz – minister utan portfölj